# أغوران
أغوران (بالفارسية: اغوران) هي قرية تقع في أذربيجان الغربية في إيران. يقدر عدد سكانها بـ 57 نسمة بحسب إحصاء 2016.